# Six Hot Chicks in a Warehouse
Pour plus de détails, voir Fiche technique et Distribution.
Six Hot Chicks in a Warehouse est un film britannique réalisé par Simon Edwards, sorti en 2017. Il met en vedettes dans les rôles principaux Jessica Messenger, Olivier Malam et Sabine Crossen.

## Synopsis
Adrian, un photographe de mode peu sûr de lui, décide qu’il en a assez d’être rejeté, ridiculisé, et d’être ignoré par les mannequins. Il décide de se venger en organisant une séance photo avec six des mannequins qui se sont moqué de lui. Cependant, dans cette séance photo, il oppose fille contre fille dans des scénarios de plus en plus extrêmes de la survie du plus apte, jusqu’à ce qu’elles soient toutes mortes !

## Fiche technique
- Réalisateur : Simon Edwards
- Scénario : Simon Edwards
- Musique : James Rogers
- Pays de production : Royaume-Uni
- Langue : Anglais
- Genre : Comédie horrifique, action
- Durée : 93 minutes
- Date de sortie : 2019

## Distribution
- Jessica Messenger : Mira
- Olivier Malam : Adrian
- Sabine Crossen : Ana
- Jade Wallis : Sera[3]
- Max Rudd : Liam
- Emma Lock : April
- Elesha Thorn : Alice
- Samantha Elliott Brody : Claire
- Chloe Toy : Cassie[4].
- Raluca-Sandra Moore : Jane
- Holly Springett : Joey
- André Van Driessche : présentateur de Pump N' Gro (voix)
- Diana Prince : présentatrice de Pump N' Gro (voix)
- Kris Smith : Ryan
- Michael Hill : Thug avec le bonnet
- Vincent J. Newman : Thug au couteau
- David V.G. Davies : Mécanicien à la station-service
- Kim Dyer : Femme à la station-service[1]

## Production
Le tournage a eu lieu au Royaume-Uni sur l’ex-base aérienne de RAF Coltishall (en) à Scottow dans le comté de Norfolk. Le film est sorti en salles le 10 décembre 2017 au Royaume-Uni, son pays d’origine et le 23 juillet 2019 aux États-Unis.

## Réception critique
Cryptic Rock juge 6 Hot Chicks in a Warehouse comme trop cliché, et racoleur par son mélange de sexe (avec des femmes à moitié nues) et de violence. L’intrigue est faible, et les choix faits par les personnages sont stupides. La seul chose qui sauve le film est la belle chorégraphie des scènes de combat entre les filles. Cryptic Rock lui donne 2 étoiles sur 5.